# تصوير أزياء ضوئي
تصوير الأزياء الضوئي هو نوع من أنواع التصوير، الذي يكرس لعرض الملابس وغيرها. تصوير الأزياء غالباً ما يكون للإعلانات أو مجلات الموضة مثل مجلة فوغ أو مجلة فانيتي فير أو مجلة إل. قد طور تصوير الأزياء الجمال الخاصة به الذي يتم فيه تعزيز الملابس والموضات من خلال أماكن غريبة أو مستلزمات أخرى.
التاريخ

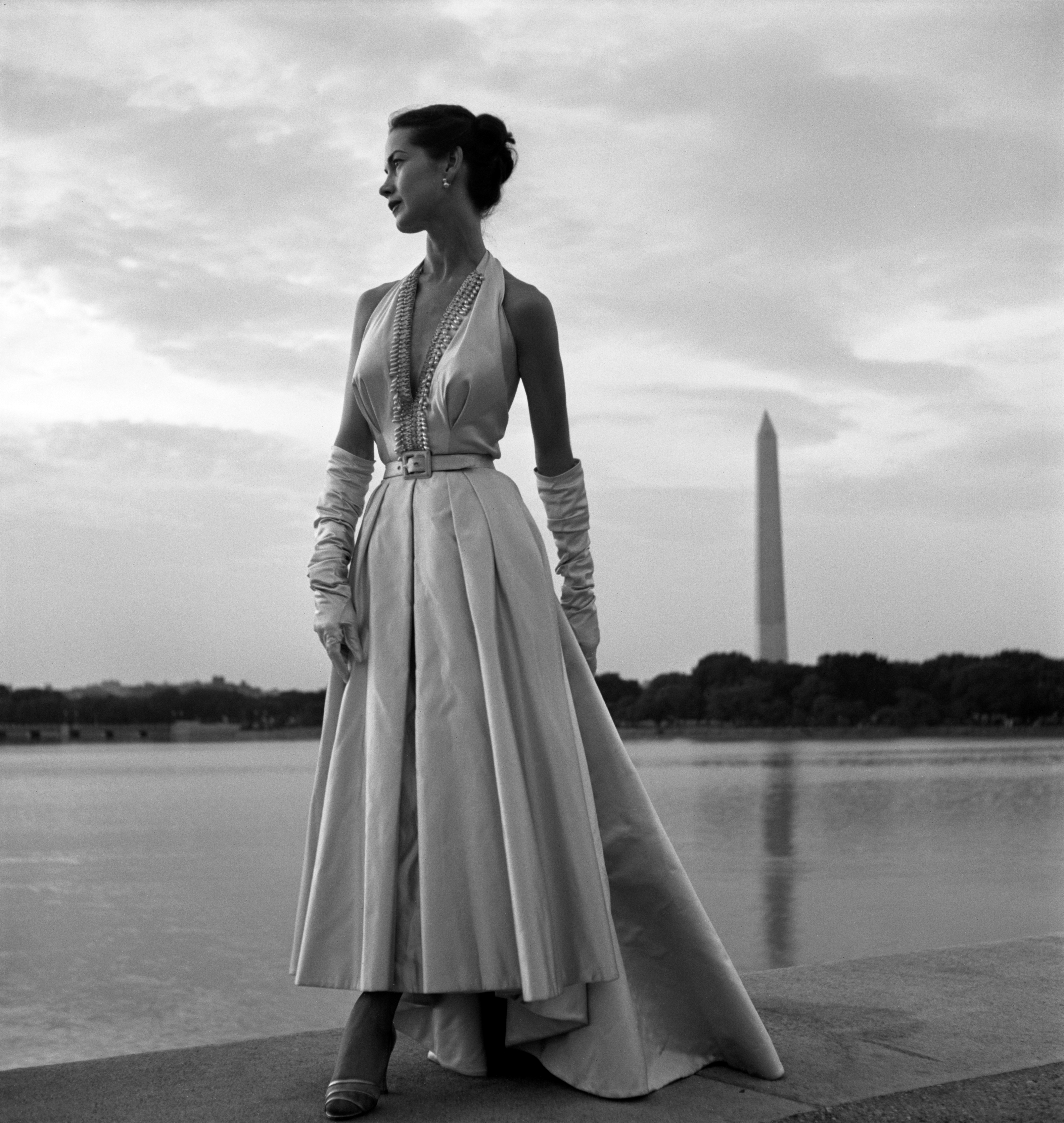
تصوير ضوئي من تصميم طوني فريسيل، 1949

منذ بدايات التصوير الضوئي كان تصوير الأزياء موجوداً. في عام 1856، نشر أدولف براون كتابا يحتوي على 288 صورة ضوئية في محكمة نابليون الثالث، لفرجينيا أولدويني وكونتيسة دي كاستيغليون ونبيلة توسكانية، وكانت ترتدي ثوب المحكمة الرسمي، مما جعلها أول عارضة ازياء.
في العقد الأول من القرن العشرين، سمحت بطباعة تصوير الأزياء واستخدامها في المجلات. المجلات الفرنسية والأمريكية أول من استخدم التصوير الأزياء الضوئي، مثلاً في مجلتين لا مود براتيك وهاربر بازار. عام 1909 كوندي ناست تولى مجلة فوغ، وأيضاً ساهم في بدايات تصوير الأزياء. عام 1911 لوسيان فوجيل ناشر مجلة جاردين ديس موديس ومجلة لا غازيت دو بون تون، قد تحدى المصور إدوارد ستيتشن بأن يروج الموضة على انها فن راقي من خلال استخدام التصوير الضوئي. ثم التقط ستيتشن صور الفساتين التي 

لكونتيسة في صورة بواسطة بيار لويس بيرسون (حوالي 1863\66)

صممها كوتور بول بويريت. تم نشر هذه الصور في مجلة آرت إت ديكوراتيون عام 1911 في شهر أبريل. وفقا لجيسي ألكسندر، «هو الآن يعتبر أول تصوير ضوئي للموضة الحديثة. وهذا يعني تصوير الملابس بطريقة تعبر عن الشعور بجودتها، بدلا من ان تكون مجرد شيء». منذ 1920و 1930 فوغ وهاربر بازار هما الشركتان القائدتان في مجال تصوير الأزياء. المصورون مثل ستيتشن وجورج هوينينغن-هوين وهورست ب. هورست وسيسيل بيتون قاموا بتحويل هذا النوع إلى شكل فني متميز. في الثلاثينيات، واصلت غوغ ومنافستها هاربر بعد ان تحول التركيز إلى الولايات المتحدة، بسبب اقتراب الحرب العالمية الثانية. في عام 1936، قدم مارتن مونكاسي أول صور للعارضات على الشاطئ تحت الاشراف الفني من أليكسي برودوفيتش، بشكل سريع هاربر بازار ادخلت هذا النمط الجديد في مجلتها. المصورين مثل إيرفينغ بين، ومارتن مونكاكسي، وريتشارد أفيدون، ولويز داهل-وولف أن يشكلوا تصوير الأزياء للعقود التالية. ريتشارد أفيدون ثورة في تصوير الأزياء - وأعاد تعريف دور مصور الأزياء - ما بعد الحرب العالمية الثانية بسبب الصور الخيالية للمرأة الحديثة.
في عام 1939 وما بعده، تصوير الأزياء في سابق لم تكن الصناعة كبيرة ومزدهرة، وسبب توقفها وهو بدء الحرب العالمية الثانية. وقد تباعدت الولايات المتحدة وأوروبا بشكل سريع عن بعضها البعض، وألهمت علاقة العمل المتباينة مع باريس المحتلة ولندن المحاصرة. دار الأزياء الرئيسية هي باريس فيها ذلك الوقت أصبحت معزولة عن الولايات المتحدة، وخاصة بعد اغلاق مجلة فوغ في باريس لفترة قصيرة في عام 1940. مع هذه التغييرات، اكتسب التصوير الضوئي القائم على الولايات المتحدة الأمريكية، تصوير عارضات الأزياء يكون مع اعلام والسيارات العلامة التجارية الأمريكية. ما تبقى من التصوير الضوئي الأزياء الفرنسية والبريطانية من ناحية أخرى احيانا كان تراكب زمن الحرب على المحتوى. «الأزياء غير قابلة للتدمير» قال سيسيل بيتون في عام 1941 يعرض امرأة يرتدون ملابس حسنت المظهر الأنقاض التي كانت في وقت سابق معبد الأوسط في لندن. وبالمثل، بدأت لي ميلر بالتقاط صور للنساء في باريس ولندن، ووضعت للعارضات أحدث التصاميم كأقنعة الغاز وركوب الدراجات مع لفائف الشعر، كما أن لم يكن لديهم الكهرباء لكي يتم تصفيف الشعر.
ما زالت هذه الصور تواجه خوف بأن التصوير الأزياء الضوئي من الوقت وعرض مشاعر مشتركة لعالم الأزياء وجماهيره. حتى لو كان ذلك ضمن إطار الموضة، حتى أن مصوري الأزياء عملوا على توثيق المشكلة المحيطة والعمل على توثيق الوقت. تشير هذه الصور بشكل جيد خاصاٍ على الموضة في ذلك الوقت. شعر الكثيرون أن تصوير الأزياء، خصوصًا أثناء الحرب، كان تافهًا وغير ضروري. مع ذلك، فإن القليل منهم الذين عملوا على الحفاظ على عالم الأزياء بطريقة جديدة ومبتكرة طوال فترة الحرب. في فترة ما بعد الحرب في لندن، كان جون فرنش رائدًا في طريقة جديدة لتصوير الأزياء التي تناسب الصور في ورق الصحف \، بما في ذلك الضوء الطبيعي والتباين المنخفض. في السنوات الأخيرة، اكتسبت موضة التصوير شعبية أكبر بسبب التوسع في الإنترنت والتجارة الإلكترونية. أصبح تصوير المنتجات النظيفة، والركبة والأشباح عارضة أزياء (تصوير المنتجات دون وجود الإنسان) ممارسة معتادة في صناعة الأزياء.
تصوير الأزياء المعاصر
بعد وفاة ريتشارد أفيدون، هيلموت نيوتن، فرانشيسكو سكافلو، هيرب ريتس، وجليب ديروجينسكي، بعض أشهر مصوري الأزياء المشهورون اليوم هم باتريك ديميشلييه، وستيفن ميسيل، وماريو تيستينو، وبيتر ليندبيرغ، وآني ليبوفيتز.
صالة عرض
المراجع:

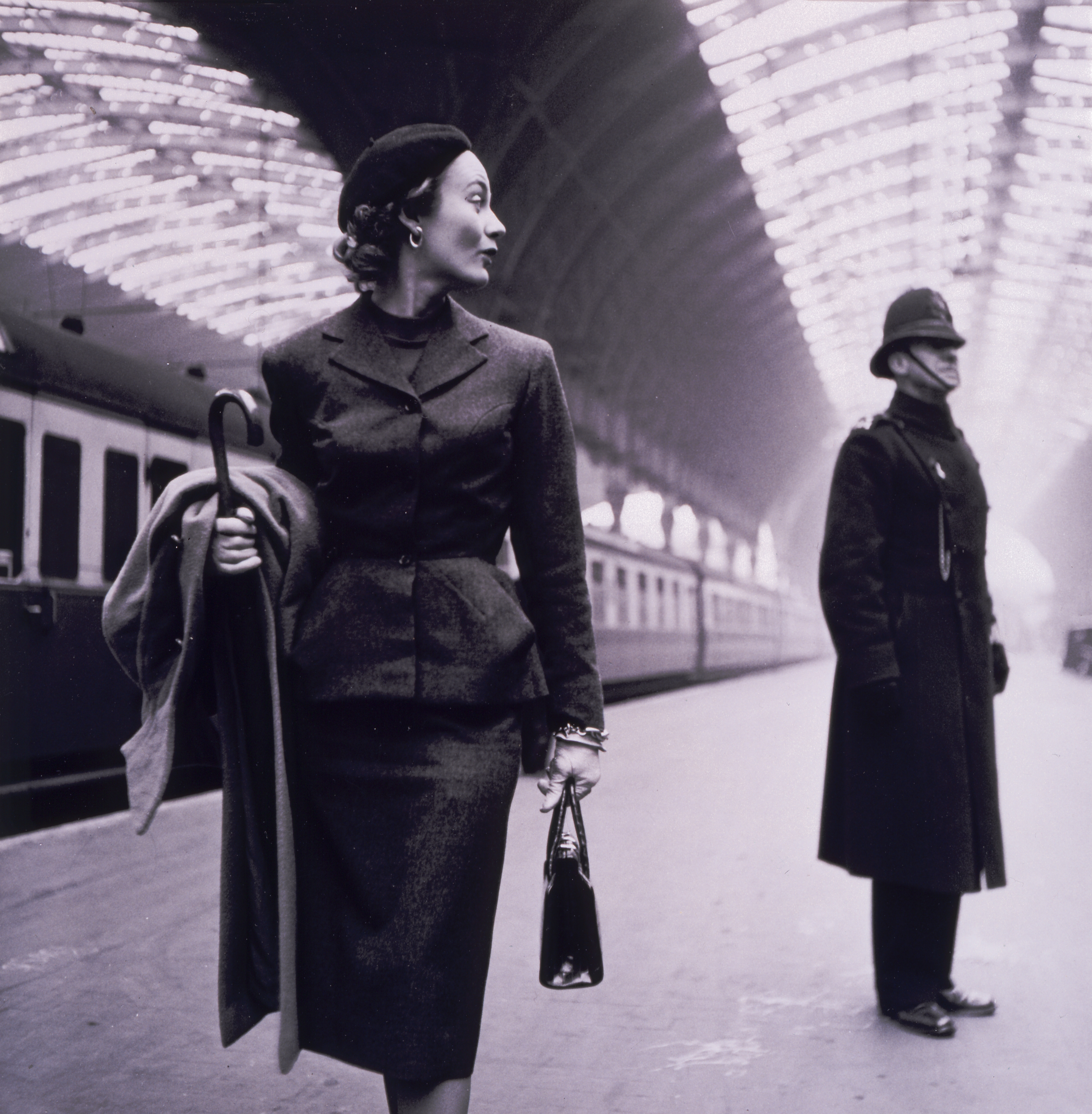
محطة بادينغتون بواسطة طوني فريسيل ، 1951

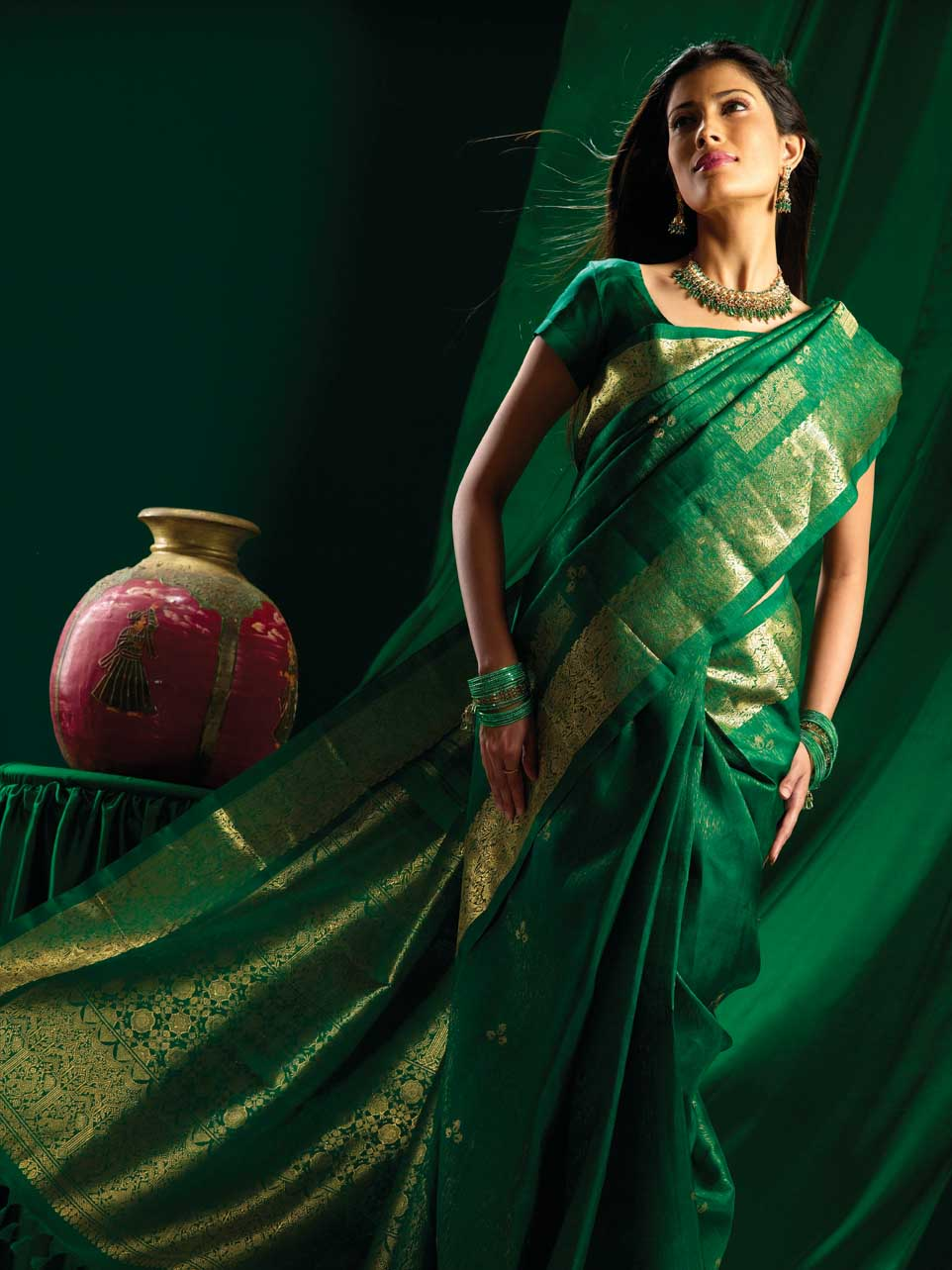
صورة لسيدة في ساري اخضر حرير

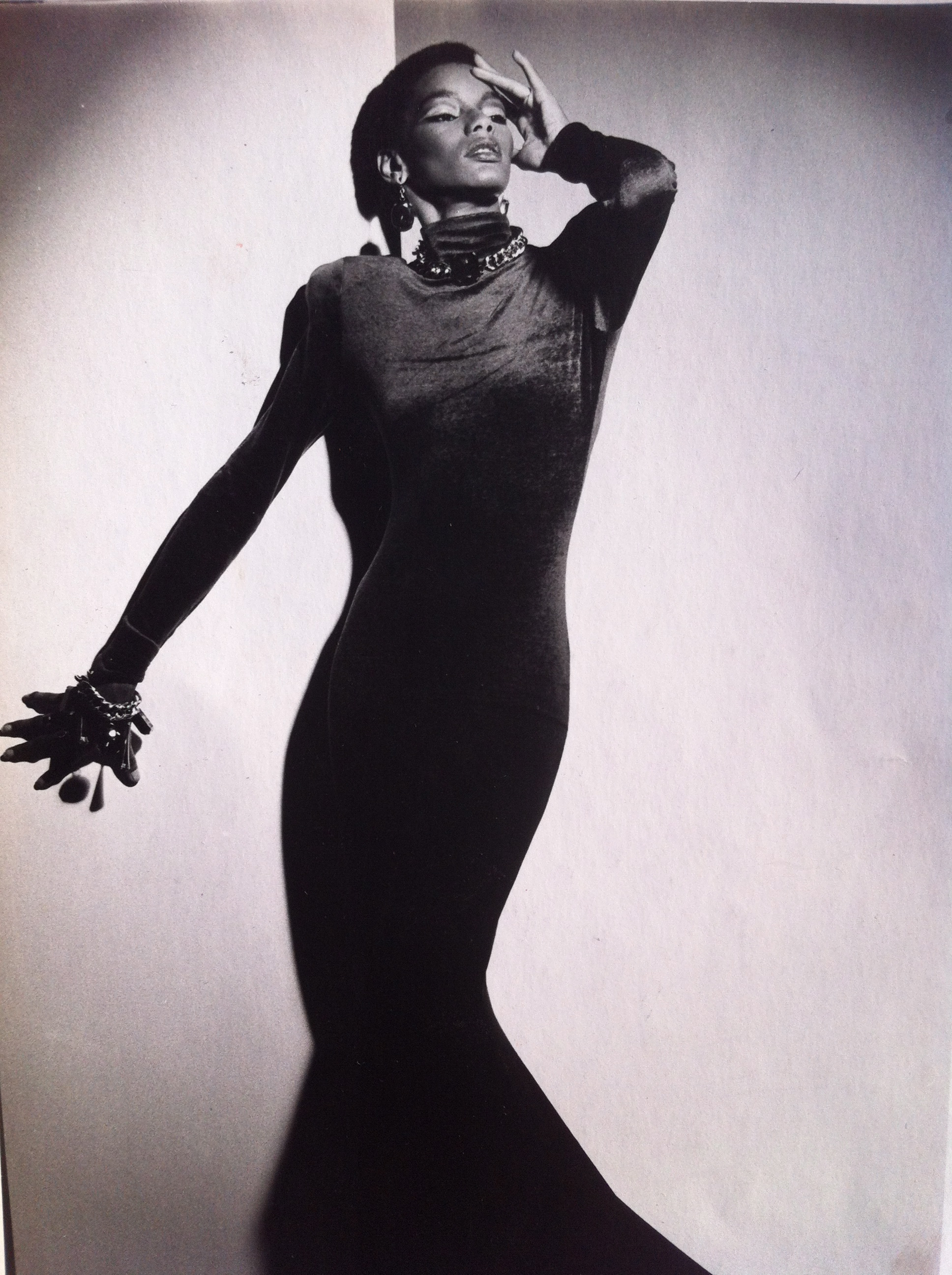
صوره للعارضة لأمريكية رينيه غونتر من تصميم الأزياء الراقية

１-	أبيجيل سولومون جودو، «سيقان الكونتيسة». 39 أكتوبر (شتاء 1986): 65-108. أعيد طبعه كخطاب ثقافي، إميلي أبتر، وويليام بليتز، ومحرران. (إيثاكا ولندن: مطبعة جامعة كورنيل، 1993): 266-306
２-	هاويل، ديلان. «تاريخ موجز لتصوير الأزياء».
３-	نيفن، بينيلوب (1997). ستايكن: سيرة ذاتية. نيويورك: كلاركسون بوتر. 0-517-59373-4، ص.352
４-	ألكساندر وجيسي، «إدوارد ستايتشن: يعيش في التصوير الضوئي،» مجلة هوت شو، رقم 151، كانون الأول / يناير 2008، ص 66-67
５-	هول دنكان ونانسي. تاريخ تصوير الأزياء. طبعه 1979.
６-	كنوكين وبيكي أي. لي ميلر: مصوره عارضه في صفحات رواج الحرب. فوغ " الموضة كصورة: عرض ومراجعة صور الموضة. شركات. يوجيني شينكل. لندن: أي.بي. 83-70.2008 طباعة.
７-	ديفلين، وبولي. فوغ كتاب التصوير للأزياء. لندن: التايمز وهدسون 1979
８-	مكابي وايمون (2005) صنع صور رائعة: مناهج واسلوب للاساتذة. نيوتن أبوت: ديفيد وتشارلز. ص 120
９-	منديس وفاليري د 1984 جون فرنسي، مصور أزياء. متحف فيكتوريا وألبرت.
１０-	ريفيكا وناتاليا. «تصوير الأزياء والتجارة الإلكترونية»
１１-	ريجينا أريولا (2012-05-30). «آني ليبوفيتش تصور كارلي كلوس والنجوم الأولمبيين الأمريكيين في ميامي». هاسيلبلاد. مؤرشفة من النص الأصلي في 2012-06-02. استرجع 2012-06-03